# Aggarp
Aggarp is een plaats in de gemeente Svedala in het Zweedse landschap Skåne en de provincie Skåne län. De plaats heeft 55 inwoners (2005) en een oppervlakte van 6 hectare.